# Mociu
Mociu je obec v župě Kluž v Rumunsku. Žije zde přibližně 3 300 obyvatel. Součástí obce je i osm okolních vesnic.

## Části obce
- Mociu – 1 656 obyvatel
- Boteni – 207 obyvatel
- Chesău – 313 obyvatel
- Crișeni – 252 obyvatel
- Falca – 12 obyvatel
- Ghirișu Român – 335 obyvatel
- Roșieni – 165 obyvatel
- Turmași – 73 obyvatel
- Zorenii de Vale – 287 obyvatel